# Ngarrindjeri
Ngarrinjeri – plemię aborygeńskie zamieszkującego południowo-wschodnie rejony Australii Południowej posługujące się językiem ngarrinjeri.